# Tangara cyanotis
Tangara cyanotis là một loài chim trong họ Thraupidae.

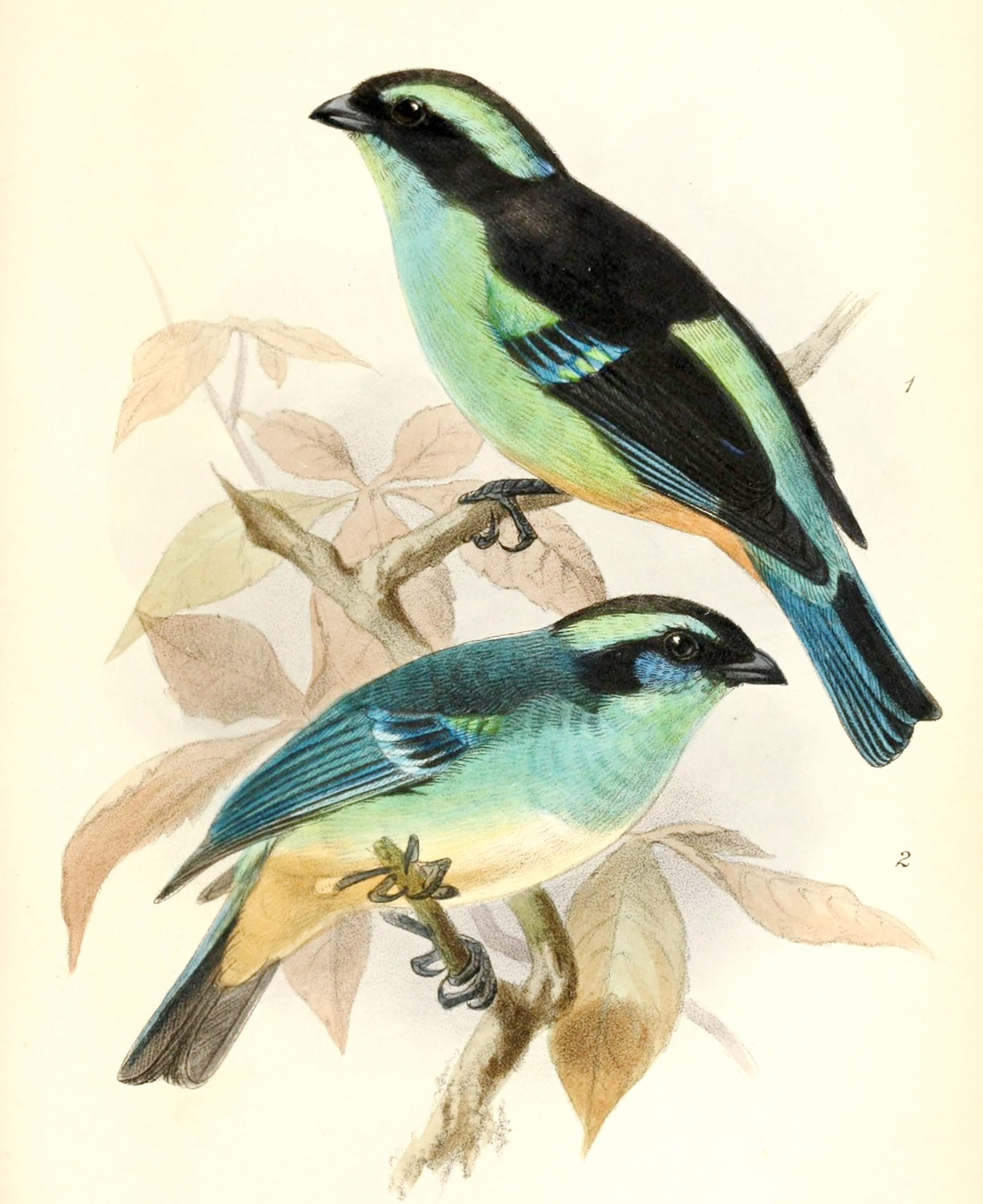
Tangara cyanotis melanotis & Tangara cyanotis cyanotis